# Viktor Ullmann
Viktor Ullmann (Teschen (Silezië), 1 januari 1898 - Auschwitz-Birkenau, 18 oktober 1944) was een joods-Tsjechisch dirigent en componist.

## Levensloop
De vader van Viktor was een joods-Oostenrijks officier. Hijzelf was een leerling van Arnold Schönberg in Wenen en was zeer beïnvloed door Alexander von Zemlinsky, die hij assisteerde aan het "Neue Deutsche Theater" in Praag.
Ullmann was dirigent van het Schauspielhaus Zürich. Hierna leidde hij een antroposofische boekhandel in Stuttgart. Na de opkomst van de nazi's ging Ullmann terug naar Praag, waar hij een bekend musicus en een internationaal gerenommeerd componist werd. Hij schreef ruim 40 composities voor orkest, piano, kamermuziekensembles, drie opera's en vele liederen.
In 1939 legde het 'Reichsprotektorat Böhmen und Mähren' een verbod op de uitvoering van zijn muziek. In 1942 werd hij naar Theresienstadt gedeporteerd. In dit concentratiekamp was hij muzikaal actief en productief als nooit tevoren. Hij schreef er zijn meesterwerk, de opera "Der Kaiser von Atlantis" waarvan hijzelf nooit een uitvoering heeft gezien. Van zijn composities in Theresienstadt zijn 25 gered.
In 1944 werd Ullmann naar Auschwitz verplaatst en twee dagen later werd hij in de gaskamer vermoord.

## Composities

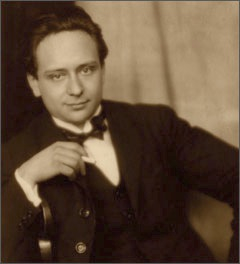
Viktor Ullmann

### Werken voor orkest
- 1924 Symfonische fantasie (ook bekend als: "Solocantate voor tenor en orkest), op. 7
- 1928 Opus 4 - (ook bekend als: "1e Symfonie" of "Symfonietta"), concert voor orkest, op. 11
- 1933-1934 Opus 3 b - Variaties, fantasie en dubbelfuga over een klein pianostukje van Arnold Schönberg, voor orkest
- 1936-1937 Opus 12 - Huttens letzte Tage (C. F. Meyer), lyrische symfonie voor tenor, bariton en orkest
- 1939-1940 Opus 24 - Slavische rapsodie, voor orkest en obligaat saxofoon
- 1939 Opus 25 - Concert, voor piano en orkest

### Missen en gewijde muziek
- 1936 Opus 13 - Missa symphonica "Ter eer van de aartsengel Michaël", voor solisten, gemengd koor, orkest en orgel

### Cantates
- 1936 Opus 14 - Drie koren a capella (ook bekend als: "Rosenkreuzer-cantate")
- 1936 Opus 15 - Paas-cantate (ook bekend als: "Kamer-cantate"), voor kamerkoor en zes instrumenten
- 1940 Opus 32 - Krieg (Oorlog) cantate voor bariton en piano
- 1943 Immer inmitten, cantate voor mezzosopraan en piano - tekst: H. G. Adler

### Muziektheater

#### Opera's
| Voltooid in                 | titel                                                              | aktes   | première        | libretto            |
| --------------------------- | ------------------------------------------------------------------ | ------- | --------------- | ------------------- |
| 1927-1929; voltooid in 1938 | Peer Gynt, op. 6                                                   |         |                 | Henrik Ibsen        |
| 1935                        | Der Sturz des Antichrist, op. 9                                    | 3 aktes | 1995, Bielefeld | Albert Steffen      |
| 1940-1941                   | Die Heimkehr des Odysseus, op. 33                                  |         |                 |                     |
| 1941-1942                   | Der zerbrochene Krug                                               | 1 akte  | 1996, Dresden   | Heinrich von Kleist |
|                             | Werken uit het Concentratiekamp Theresienstadt                     |         |                 |                     |
| 1943-1944                   | Der Kaiser von Atlantis oder Die Tod-Verweigerung, op. 49          | 1 akte  | 1975, Amsterdam | Peter Kien          |
| 1944                        | Der 30. Mai 1431 libretto en schetsen tot een "Jeanne d'Arc"-opera | 2 aktes |                 |                     |

#### Toneelmuziek
- 1922 Muziek voor een sprookjesspel (Kerstspel: "Wie Klein Else das Christkindlein suchen ging"
- 1924 Der Kreidekreis, voor het toneelwerk van Klabund (pseudoniem van: Alfred Henschke)
- 1943 Toneelmuziek tot een François-Villon-spel

### Werken voor koren
- 1919 Drie mannenkoren, op. 1
- 1943 Zehn jiddische und hebräische Chöre, voor vrouwen- of mannen- of gemengd koor
- 1944 Drie Hebreeuwse Knappen-koren (a capella)

### Vocale muziek
- 1922 Liederen met orkestbegeleiding, op. 2
- 1923 Avondlied, voor solisten, gemengd koor en orkest, op. 3 - tekst: Matthias Claudius
- 1923 Zeven liederen, voor zangstem en piano, op. 4
- 1924 Zeven liederen, voor zangstem en kamerorkest, op. 6
- 1929 Opus 5 - Zeven kleine serenades, voor zangstem en 12 instrumenten - tekst: van de componist
- 1929/1939 Opus 21 - Liederen, voor zangstem en piano - tekst: Brezina
- 1935 Opus 8 - (Zeven) Elegieën, voor sopraan en orkest
- 1936 Opus 11 - Chinese Melodrama's (ook bekend als: "Galgenlieder"), voor zangstem en piano
- 1937 Opus 17 - Zes liederen, voor sopraan en piano - tekst: Albert Steffen
- 1937 Opus 18 - Liederen (ook bekend als "Liederencyclus II"), voor zangstem en piano - teksten: Kraus, Johann Wolfgang von Goethe, Novalis
- 1939-1940 Opus 20 - Geestelijke liederen, voor hoge stem en piano
- 1939-1940 Opus 22 - Kinderliederen, voor zangstem en piano
- 1939 Opus 26 - Vijf liefdesliederen, voor sopraan en piano - tekst: Huch
- 1940 Opus 23 - Der Gott und die Bajadere, voor bariton en piano - tekst: Johann Wolfgang van Goethe
- 1940 Opus 27 - Lieder des Prinzen Vogelfrei, voor zangstem en piano - tekst: Friedrich Nietzsche
- 1940 Opus 29 - Drie sonetten uit het Portugees, voor sopraan en piano - tekst: Barett-Browning en Rainer Maria Rilke
- 1940 Opus 30 - Liederbuch des Hafis, voor bas en piano
- 1940 Opus 31 - Nachlese (Liederen)
- 1941 Opus 34 - Six Sonnets, voor sopraan en piano - tekst: Labé
- 1941 Opus 35 - Zes zangen, voor alt of bariton en piano
- 1942 Opus 37 - Drie liederen voor bariton en piano - tekst: C. F. Meyer
- 1942 Opus 40 - Concertaria (uit "Iphigenie" van Johann Wolfgang van Goethe), voor zangstem en piano
- 1942 Opus 41 - Zes liederen, voor zangstem en piano - tekst: H. G. Adler
- 1943 Herbst, voor sopraan en strijktrio - tekst: G. Trakl
- 1943 2 Lieder der Tröstung, voor diepe stem en strijktrio - tekst: Albert Steffen
- 1943 Wendla im Garten, voor zangstem en piano - tekst: Wedekind
- 1943-1944 Twee Hölderlin-liederen, voor zangstem en piano
- 1943 Der Mensch und sein Tag, twaalf liederen voor zangstem en piano - tekst: H. G. Adler
- 1943 Chansons des enfants francaises, voor zangstem en piano
- 1943 Drie Chinese liederen, voor zangstem en piano
- 1944 Drei jiddische Lieder, voor zangstem en piano
- 1944 Die Weise von Liebe und Tod, twaalf stukken voor spreker en orkest (of piano) - tekst: Rainer Maria Rilke
- 1944 Abendphantasie, voor zangstem en piano - tekst: Friedrich Hölderlin

### Kamermuziek
- 1923 Opus 1 - 1e Strijkkwartet, op. 5
- 1924 Opus 2 - Oktet (ook bekend als: "Oktettino"), op. 8
- 1926 Trio, voor houtblazers, op. 10
- 1935 Opus 7 - 2e Strijkkwartet
- 1936 Opus 16 - Sonate voor kwartstonen-klarinet en kwartstonen-piano
- 1937 Opus 39 - Sonate, voor viool en piano
- 1943 3e Strijkkwartet (in een beweging)

### Werken voor piano
- 1925 21 Variaties en dubbelfuga over een klein pianostukje van Arnold Schönberg (op. 19, 4), op. 9
- 1929 5 Variaties en dubbelfuga over een klein pianostukje van Arnold Schönberg
- 1933-1934 Opus 3 a - 9 Variaties en dubbelfuga over een thema van Arnold Schönberg
- 1936 Opus 10 - 1e Sonate
- 1938-1939 Opus 19 - 2e Sonate
- 1939 Opus 3 c - Variaties en dubbelfuga over een thema van Arnold Schönberg
- 1940 Opus 28 - 3e Sonate
- 1941 Opus 38 - 4e Sonate
- 1943 5e Sonate
- 1943 6e Sonate
- 1943 Don Quixote ouverture voor piano
- 1944 7e Sonate
- 1944 Cadencen tot de pianoconcerten (Nr. 1 en 3) van Ludwig van Beethoven

- Bibsys: 90749784
- Biblioteca Nacional de España: XX5358290
- Bibliothèque nationale de France: cb13969662r (data)
- Catàleg d'autoritats de noms i títols de Catalunya: 981058516067706706
- CiNii: DA12819396
- Gemeinsame Normdatei: 119065193
- International Standard Name Identifier: 0000 0000 8379 7465
- Library of Congress Control Number: n90611635
- Nationale Bibliotheek van Letland: 000129699
- MusicBrainz: 53982694-9850-463d-b2fe-ef6e2c70d51b
- Nationale Bibliotheek van Tsjechië: jn19990009742
- Nationale bibliotheek van Australië: 66662565
- Nationale Bibliotheek van Israël: 987007310393905171
- Nationale Bibliotheek van Polen: a0000002461278
- Nederlandse Thesaurus van Auteursnamen: 108060020
- Istituto Centrale per il Catalogo Unico: DDSV069722
- LIBRIS: 290374
- SNAC: w6rc96gm
- Système universitaire de documentation: 055290515
- Virtual International Authority File: 46953474
- WorldCat: E39PBJgX8qVYrGWGB9q6bBR7pP